# Павел Киров
Павел или Павле Киров, наречен Кучкара или Загарджията (на гръцки: Παύλος Κύρου, Павлос Киру), е гъркомански андартски капитан от Западна Македония.

## Биография
Киров е роден в костурското село Желево. Внук е на хайдутина Наум Киров (Ναούμ Κύρου), учи в гръцко училище при Никола Сидеров и Симеон Симов. Заедно с Георгиос Дукас (капитан Давелис) отвличат през 1881 година турския каймакамин на Лерин. В периода 1881-1897 година Павел Киров се намира в Атина, където се среща с политици като Стефанос Драгумис. Другар и четник на хайдутина и войвода на ВМОРО Коте Христов, като след Илинденско-Преображенското въстание и двамата стават андартски капитани. Пред британски журналист Павел Киров споделя: 
| „ | Аз бях българогласен грък. Бях привлечен в българската партия. Беше ми дадена задача да дойда в Гърция и да пренасям оръжие... [Гоце] Делчев дойде в Кономлади и каза: Гръцките свещеници и учители са пречка. Дойде време да играем игра за България. Ние всички сме българи. Трябва да работим за България... [Анастас] Янков, от друга страна, казваше на хората, „Македония на македонците“. Сарафов принадлежеше на българската партия. Сандански беше за македонците. Различията им бяха поради личностно съперничество. | “ |

Неколкократно преминава в Гърция да събира чета, след което се завръща в района на Желево. Загива на 19 ноември 1906 година заедно с андартския капитан Димитър Далипо в село Ощима (днес Тригоно) в сражение с четите на Пандо Кляшев и Митре Влаха. Синът му Лазар Киров също е гръцки андартски капитан.
Обвинен е, че заедно с Германос Каравангелис предават Коте Христов на турските власти, тъй като преговарял с ВМОРО отново да се завърне в организацията. Германос Каравангелис пише за Павел Киров:
| „ | Павлос Киру, грък, славяногласен от Желево, беше един от нашите най-добри агенти, с учителя Николаос от Желево, Наум и Трайко. Накрая го бяхме провъзгласили за главатар. Българите, обаче, откакто научиха това, излезнаха извън себе си. Предадоха го на българския комитет и един ден, когато излизаше от селото, една тяхна банда го уби. | “ |